# Église de Dalby
Vous lisez un « bon article » labellisé en 2025.
L'église de Dalby (en suédois : Dalby kyrka), également connue sous le nom d'église de la Sainte-Croix (Heligkorskyrkan i Dalby), est une église protestante luthérienne située à Dalby, dans la commune de Lund, au cœur du comté de Scanie, en Suède. Érigée dans la seconde moitié du XIe siècle, elle est fondée à l'initiative du roi Sven II de Danemark.
Des fouilles archéologiques ont mis au jour des vestiges à l’ouest de l’église, considérés par les chercheurs comme les ruines d'un ancien palais royal ou d'un ensemble ecclésiastique. Au XIIe siècle, l'église est agrandie et une communauté de chanoines s'y développe, formant un monastère. Au siècle suivant, de nouveaux bâtiments sont érigés, dont certains subsistent au nord de l'église. La Réforme et la dissolution du monastère en 1541 entraînent une période d'abandon et de dégradation : l'abside est démolie en 1686 et la partie est s'effondre dans les années 1750. À partir de la fin du XIXe siècle, l'église fait l'objet de recherches archéologiques et de plusieurs campagnes de restauration.
Il subsiste moins de la moitié de la structure originelle de l'église. L'accès principal se fait par un porche ajouté au XIIIe siècle, et l'édifice est recouvert d'un badigeon blanc, sauf pour certaines parois de la première église. Dans la nef, le pilier sud-ouest présente une niche avec une colonne plus petite, symbolisant Jakin et Boaz, les colonnes légendaires du temple de Salomon. La crypte, inspirée de la cathédrale de Lund, repose sur quatre piliers décorés soutenant des voûtes d'arêtes. L'église de Dalby relève du diocèse de Lund.

## Contexte historique et fondation
L'église de Dalby compte parmi les plus anciens édifices religieux de Scanie, en plus d'être parfois considérée comme la plus ancienne église en pierre encore en usage en Suède, voire dans l'ensemble des pays nordiques,,. Le Necrologium Lundense, manuscrit médiéval enluminé conservé à la bibliothèque de l'université de Lund, attribue sa fondation au roi Sven II de Danemark (c. 1019–1076). À cette époque, Dalby et la Scanie faisaient partie du royaume de Danemark, jusqu'à leur rattachement à la Suède en 1658 à la suite du traité de Roskilde.
D'après le chroniqueur Adam de Brême, vers 1060, à la mort de l'évêque Avoco de Roskilde, le roi Sven crée deux nouveaux diocèses en Scanie : l'un à Lund, confié à l'évêque Henri, et l'autre à Dalby, placé sous la direction de l'évêque Egino. Cependant, six ans plus tard, après le décès d'Henri, Egino est transféré à Lund, ce qui entraîne la suppression du diocèse de Dalby. Malgré cette réorganisation, l'église continue de bénéficier du soutien de la monarchie danoise : le roi Harald III y est inhumé en 1080, et le roi Knut IV y fait d'importantes donations pour son développement,.
L'église occupe dès l'origine une place centrale au sein d'un ensemble architectural complexe. Au cours de la première moitié du XIe siècle, une vaste structure en bois est édifiée à environ 25 mètres à l'ouest de l'église, remplacée dans la seconde moitié du siècle par un bâtiment en pierre, auquel s'ajoute peu après un second édifice également en pierre, implanté en angle par rapport au premier. Ces constructions sont généralement considérées comme le cœur d'un domaine royal majeur. Lors des fouilles menées dans les années 1960, l'archéologue Erik Cinthio est le premier à identifier ces vestiges, situés à l'ouest de l'église, comme ceux d'un palais royal. Anders Andrén avance que l'église et les bâtiments environnants appartenaient à un vaste complexe palatial royal, inspiré des modèles carolingien et ottoniens allemands, pouvant inclure également des moulins, des villages, une monnaie royale ainsi qu'un parc à cerfs, dont certains vestiges sont préservés dans les parcs nationaux voisins de Dalby Söderskog et Dalby Norreskog. D'autres interprétations ont été proposées : Sten Anjou, découvreur des ruines, suggère qu'il pourrait s'agir des restes d'un atrium situé devant l'église, tandis que le théologien Stephan Borgehammar avance l'hypothèse d'une cour à colonnes utilisée par les chanoines dans le cadre d'un édifice à vocation ecclésiastique.

## Historique de l'édification de l'église

### Construction et phases d'agrandissement

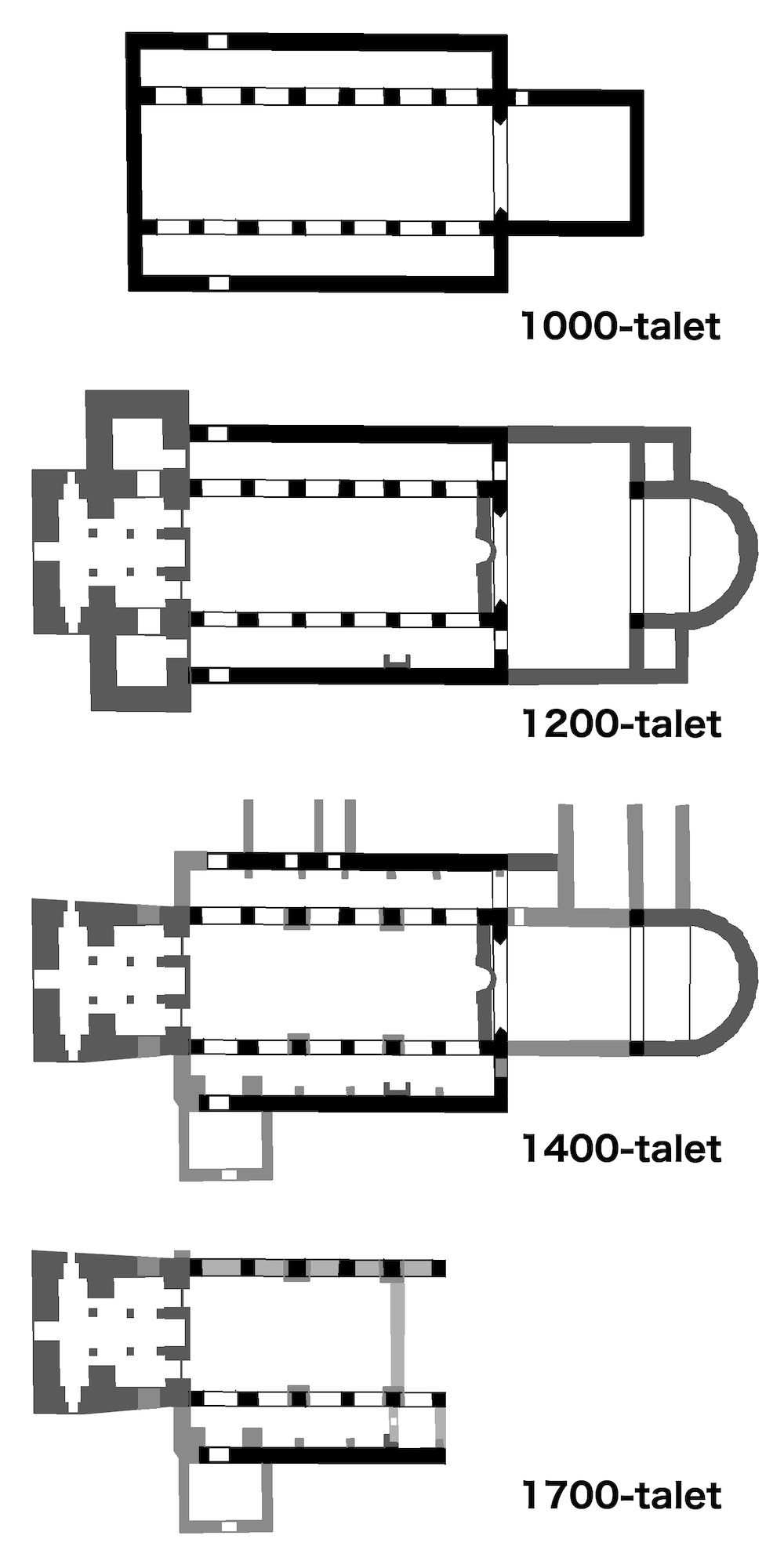
Plans du rez-de-chaussée illustrant l'évolution approximative de l'église, du haut vers le bas : XI ; XIII ; XV ; XVIII.

La date précise de construction de l'église demeure inconnue, mais ses éléments les plus anciens remontent vraisemblablement à la seconde moitié du XIe siècle. L'histoire de son édification est complexe et a fait l'objet de plusieurs réévaluations. Son architecture initiale présente de fortes affinités stylistiques avec la cathédrale de Hildesheim ainsi qu'avec l'édifice antérieur à l'actuelle cathédrale de Roskilde, ce qui suggère la probable intervention de maîtres-maçons originaires de Hildesheim dans sa construction. Originellement, l'église se présente sous la forme d'une basilique, composée d'une nef centrale longue de sept travées, flanquée de deux bas-côtés. Le chancel s'achève par un mur droit orienté à l’est, sans abside. La nef est séparée des bas-côtés par des piliers qui supportent des arcades en plein cintre, tandis que la claire-voie compte six fenêtres de chaque côté, regroupées par paires au-dessus des arcs délimitant la nef et les bas-côtés. L'édifice comporte deux portails, situés respectivement dans les murs sud et nord. Des vestiges muraux découverts au nord et au sud de l'extrémité ouest actuelle de l'édifice pourraient correspondre à un ancien narthex. La crypte fait également partie intégrante de la construction dès ses débuts.
Au XIIe siècle, l'église fait l'objet d'un agrandissement et d'un remodelage partiel. La nef est réduite vers l'ouest, tandis que l'extrémité ouest de l'édifice est réaménagée pour adopter la forme d'un massif occidental. La crypte est réaménagée en hall d'entrée, avec la construction des voûtes actuelles et l'ouverture d'un accès vers l'ouest, donnant sur la cour du complexe architectural adjacent. Ce hall, ultérieurement réaffecté en crypte, présente une forte affinité stylistique avec la crypte de la cathédrale de Lund, où l'on retrouve les mêmes marques de tailleurs de pierre. Un étage supplémentaire est édifié au-dessus de la crypte de Dalby, suivant une configuration proche de celle du hall d'entrée, formant ainsi une courte tour. Deux tours d'escalier, situées aux angles nord et sud, assurent la liaison entre ces espaces et la nef. L'étage supérieur de cette tour semble avoir été connecté au complexe bâti à l'ouest de l'église, comme en témoigne la présence d'une entrée à l'étage, côté ouest. Par ailleurs, la décoration qui orne le portail occidental au rez-de-chaussée pourrait provenir à l'origine de cette entrée située au deuxième étage.

### Monastère
L'évêque Egino fonde une communauté de chanoines liée au mouvement de réforme de son époque. Au XIIe siècle, cette communauté devient un monastère masculin appelé Dalby kloster, qui suit la règle de saint Augustin. Entre 1136 et les années 1160, le titre du chef de la communauté change de prévôt à prieur. Pendant la majeure partie du Moyen Âge, le prieuré accueille en moyenne une douzaine de membres, prieur compris, une taille comparable à celle des monastères augustiniens anglais contemporains.
L'implantation progressive du prieuré à Dalby entraîne des transformations majeures de l'église et de son environnement immédiat. L'édifice religieux s'agrandit vers l'est, où sont ajoutées une abside et des voûtes, probablement vers 1234, époque à laquelle des voûtes de conception très similaires sont construites dans la cathédrale de Lund. L'ancien massif occidental à deux niveaux est reconstruit sous la forme de la tour actuelle, et un vaste porche est aménagé à l'extérieur de l'entrée sud, sans doute pour offrir un accès distinct à la communauté laïque, tandis que les chanoines pénètrent dans l'église par le nord. Les bâtiments du monastère prennent place au nord de l'église, organisés autour d'une cour centrale en plan quadrangulaire. Un certain nombre de structures annexes — dont le nombre exact reste inconnu — viennent probablement compléter cet ensemble. Ces constructions monastiques sont vraisemblablement érigées au cours du XIIIe siècle. Des vestiges de trois d'entre elles subsistent, dont l'ancienne aile ouest, devenue le bâtiment principal du domaine connu sous le nom de Dalby kungsgård, considéré comme la plus ancienne résidence encore habitée de Scanie,. L'église et le monastère subissent d'importants dégâts lors d'un incendie en 1388, puis à nouveau au milieu du XVe siècle, au cours d'une offensive menée par des troupes suédoises sous le commandement de Karl Knutsson.

### Dégradation

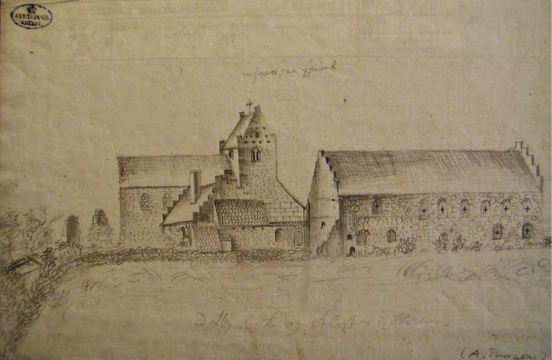
L'église de Dalby, dessin de Anders Thornborg, c. 1750.

À la suite de la Réforme, le monastère est dissous en 1541 et ses terres sont redistribuées, privant ainsi l'église et les bâtiments attenants des moyens financiers nécessaires à leur entretien, ce qui conduit progressivement à leur dégradation. Les biens passent alors sous l'autorité du Danemark, qui convertit le monastère en haras. Après l'intégration de la région au royaume de Suède, l'élevage de chevaux s'y poursuit sous l'égide du gouvernement suédois, jusqu'à la fermeture du haras en 1809. Dès lors, le domaine est exploité comme une ferme ordinaire, tout en demeurant la propriété de l'Administration des biens immobiliers de l'État suédois.
En 1645, au cours de la guerre de Torstenson, le village de Dalby est incendié par les troupes suédoises, et il est fort probable que l'église ait été endommagée lors de cet épisode. En 1686, le roi Charles XI ordonne la démolition de l'abside, dont les pierres sont réaffectées à des projets de construction à Malmö. Lors de son passage en 1749, Carl von Linné décrit l'église comme « une ruine d'un ancien monastère », témoignant de son état de délabrement. Quelques années plus tard, en 1755 ou 1756, les voûtes orientales s'effondrent, et en 1757 ou 1758, toute la partie est de l'édifice est démolie.

### Fouilles archéologiques et restaurations
Depuis la fin du XIXe siècle, l'édifice fait l'objet d'un intérêt soutenu de la part des archéologues. La première fouille systématique est entreprise en 1891 par Oscar Montelius, à l'extrémité est de l'église. L'année suivante, des travaux de réparation sur la section ouest du mur nord donnent lieu à une nouvelle campagne de fouilles, dirigée par Friedrich Seesselberg. Une quinzaine d'années plus tard, une nouvelle investigation archéologique est conduite au sud de l'édifice. Entre 1919 et 1920, d'autres expertises sont réalisées, notamment sur les maçonneries, avec retrait partiel de l'enduit à la chaux afin de faciliter l'observation. En 1936, des travaux de restauration et de recherches sont menés par l'archéologue Ragnar Blomqvist. L'entrée fait l'objet de travaux de rénovation en 1940-1941, et de vastes fouilles sont effectuées à l'ouest de l'église en 1965 et 1966. Par la suite, la façade est restaurée et les murs font l'objet de nouvelles expertises en 1977, 1984 et 1987.

## Architecture

### Extérieur
L'édifice, dont il ne reste qu'une partie de la structure d'origine, se compose d’une nef et d'un unique bas-côté sud, soutenus par cinq contreforts qui assurent sa stabilité. L'ensemble se distingue par une large tour à l'ouest et par un porche, ou narthex, construit devant l'ancien portail situé au sud. L'entrée principale se fait désormais par un portail placé au centre de la façade sud du porche. Celui-ci est encadré de deux baies aveugles qui reposent sur des colonnes jumelées, dont seule la paire située à l'ouest est d'origine. La majeure partie de l'église est couverte d'un badigeon blanc qui lui donne un aspect sobre, à l'exception de la base de la façade ouest de la tour, où le grès reste visible, révélant les matériaux d'origine, alors que quelques éléments sculptés ornent encore les façades. Le tympan du portail ouest illustre la scène biblique de Samson aux prises avec un lion. Un relief en grès représentant un lion est inséré dans la partie nord de cette même façade, tandis qu'un autre, figurant un chevalier à cheval, apparaît sur la façade sud. La tour est percée de baies tournées vers le nord, l'est et le sud, séparées par de fines colonnettes surmontées de chapiteaux sculptés. Sur la face ouest, les ouvertures adoptent la forme de lunettes, ce qui ajoute une certaine élégance à l'ensemble architectural.

### Intérieur
La nef, qui s'élève à 11,5 mètres de hauteur, soit plus du double du bas-côté sud, en est séparée par quatre arcs en plein cintre. Ses voûtes sont décorées de fresques ornementales datant du milieu du XIIIe siècle. L'intérieur de l'église est également recouvert d'un badigeon blanc, à l'exception des parties les plus anciennes, qui remontent à la première phase de construction. Les murs de la nef et du bas-côté sud conservent d'ailleurs en grande partie leur maçonnerie d'origine. Sur le mur sud de la nef, les vestiges de quatre anciennes fenêtres, transformées en baies aveugles, sont encore visibles. Le pilier sud-ouest de la nef abrite une niche contenant une petite colonne ronde, et un agencement similaire, bien que partiellement conservé, apparaît sur le pilier opposé, au nord. Ces éléments sont interprétés comme une référence symbolique aux colonnes Jakin et Boaz, qui ornaient autrefois l'entrée du temple de Salomon. Ce type de représentation, rare, est également attesté à la cathédrale de Wurtzbourg et, peut-être, à Santa Maria Maggiore de Tuscania. Le chancel, légèrement surélevé par rapport à la nef, est accessible par quelques marches. Deux consoles romanes sculptées, probablement issues d'un ancien aménagement du chancel, sont visibles au-dessus des fenêtres percées dans le mur est. Le porche d'entrée de l'église, de plan presque carré, précède la nef à l'ouest, où se trouve la tribune accueillant l'orgue. Sous cette tribune, la crypte est accessible depuis la nef par deux escaliers situés au nord et au sud. Elle compte neuf voûtes d'arêtes reposant sur quatre piliers libres et huit colonnes engagées, dotées de chapiteaux en forme de coussin. Chacun des piliers indépendants présente un décor unique mêlant formes géométriques, motifs végétaux et figures animales.

### Mobilier liturgique et cloches
L'église abrite un mobilier liturgique d'époques variées qui témoigne d'un enrichissement progressif au fil des siècles. Un inventaire du XVIe siècle mentionne un grand lustre orné, sans doute fabriqué à Hildesheim et comparable à celui d'Hezilo dans la cathédrale de cette ville, qui semble avoir appartenu à l'édifice d'origine,. Un fragment de ce lustre est mis au jour en 1919 ; il est vraisemblablement confisqué par la Couronne danoise au moment de la Réforme, puis fondu. L'église reçoit également un évangéliaire enluminé, connu sous le nom de Dalby Gospel Book, aujourd'hui conservé à la Bibliothèque royale du Danemark. Ce manuscrit aurait été offert à l'église de Dalby à l'occasion de l'ordination d'Egino comme évêque en 1060, et pourrait provenir du scriptorium de Hambourg–Brême.

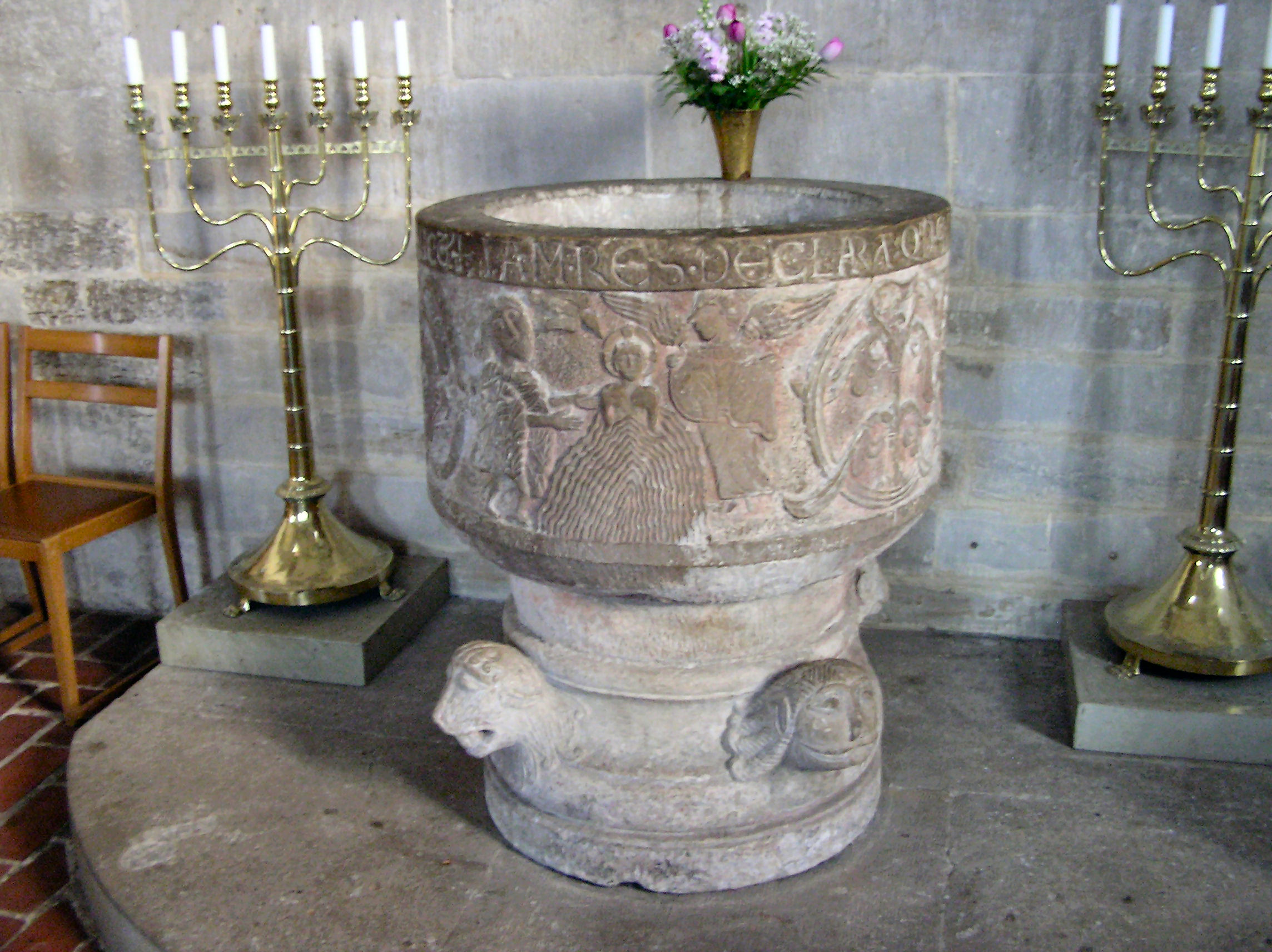
Fonts baptismaux de l'église de Dalby.

Les fonts baptismaux, réalisés entre 1140 et 1150, sont attribués à un artiste connu sous le nom de convention de Byzantios. Le bassin est décoré d'un relief représentant le baptême du Christ, entouré de médaillons figurant un lion, deux griffons, un chasseur avec son chien, des rinceaux, des grappes de raisin et un cerf. Une inscription latine court le long du rebord supérieur, exprimant en vers la signification spirituelle du sacrement du baptême. Le pied de la cuve est orné de deux têtes humaines et de deux têtes de lions. De la même époque médiévale subsiste une sculpture en chêne qui représente le Voile de Véronique, une relique datée de la fin du XVe siècle ou du début du XVIe siècle, ainsi qu'une sculpture sur bois d'Olaf II, probablement réalisée dans le nord de l'Allemagne au début du XVIe siècle. Le chœur conserve également un siège de stalles du XVe siècle, accompagné de copies de deux stalles du XIVe siècle, dont les flancs portent les blasons du Danemark. L'une des deux cloches de l'église date également du XIVe siècle. Enfin, la porte de la sacristie est composée de fragments provenant d'un cabinet du XVIe siècle.
Le chœur accueille une chaire plus récente, installée en 1705, ornée du monogramme du roi Charles XII de Suède. Le retable, réalisé au milieu du XVIIIe siècle par Johan Ullberg dans un style baroque tardif, témoigne de cette période artistique. L'orgue de l'église date de 1958 et a été fabriqué par l'atelier A Mårtenssons orgelfabrik à Lund.
L'église de Dalby abrite deux cloches, dont l'une, fondue au cours de la première moitié du XIVe siècle, figure parmi les plus anciennes du pays encore en usage. Elle se distingue par une frise de moulures en boudin entourant sa panse et par l'inscription « FRIDERICVS » gravée sur son flanc. En 1934, une seconde cloche, légèrement plus imposante, est coulée par la fonderie M & O Ohlsson de Ystad ; elle est suspendue à côté de la première. Cette cloche plus récente est ornée d'une frise décorative. Sur le plan musical, l'ancienne est accordée en la dièse grave, tandis que la plus récente résonne en fa dièse grave.

## Tombe de Harald Hen
À l'endroit où se trouvait l'extrémité de l'abside édifiée au XIIIe siècle se trouve une pierre tombale de style roman, ornée d'une croix gravée et traditionnellement connue sous le nom de « pierre de Harald Hen ». Bien que le roi Harald Hen soit mort en 1080 et officiellement inhumé à Dalby, aucun vestige humain n'a été découvert sous cette dalle. Il est très probable qu'elle provienne d'une ancienne sépulture canoniale. Certains indices laissent penser que le roi pourrait en réalité être enterré dans l'angle sud-est de l'église, près de la niche attenante à la sacristie. D'autres théories suggèrent qu'il aurait été inhumé sur l'île de Seeland.

## Évangéliaire de Dalby
Depuis les origines de l'église subsiste le Dalbyboken, un évangéliaire manuscrit rédigé sur parchemin, orné d'illustrations représentant les quatre évangélistes. Cet ouvrage est vraisemblablement offert par l'archevêque de la province ecclésiastique de Brême, et l'un des destinataires possibles serait Egino, bien que cette hypothèse ne soit pas définitivement confirmée. L'Évangéliaire de Dalby est conservé à la bibliothèque royale de Copenhague.
Le manuscrit est relié dans une couverture décorée de montures en argent, de cuivre doré ainsi que de bordures émaillées rehaussées d'ornements en or. Il se compose de 285 feuillets, dont les parchemins sont réalisés à partir de peaux de veau et de mouton. Les scribes qui ont rédigé l'ouvrage étaient formés dans le diocèse de Brême, mais l'origine exacte de sa confection — en Allemagne ou à Dalby — demeure incertaine. Des annotations portées dans le manuscrit témoignent de son usage continu à Dalby tout au long du Moyen Âge.

## Usage et statut patrimonial
L'église de Dalby appartient à la paroisse de Dalby, au sein du diocèse de Lund. Des offices religieux y sont régulièrement célébrés et l'église reste ouverte aux visiteurs. Ils peuvent consulter des informations sur le bâtiment, disponibles en suédois, danois, anglais et allemand. La paroisse propose également la possibilité de réserver une visite guidée. L'église est inscrite au registre des monuments historiques.

## Note et références

### Note
- (En)/(Sv) Cet article est partiellement ou en totalité issu des articles intitulés en anglais « Dalby Church » (voir la liste des auteurs) et en suédois « Dalby kyrka, Skåne » (voir la liste des auteurs).